# Renato De Monti
Renato De Monti (Merano, 3 marzo 1960) è un ex canoista italiano.

## Biografia
Nato nel 1960 a Merano, in Alto Adige, a 32 anni ha partecipato ai Giochi olimpici di Barcellona 1992, nello slalom C-1, chiudendo 5º con il risultato di 119.02, ottenuto nella seconda manche.
L'anno successivo ha vinto il bronzo nel C-1 a squadre ai Mondiali slalom di Mezzana 1993, insieme a Luca Dalla Libera e Francesco Stefani, chiudendo con il risultato di 175.85, dietro a Slovenia e Regno Unito.
A 36 anni ha preso di nuovo parte alle Olimpiadi, quelle di Atlanta 1996, sempre nello slalom C-1, terminando 13º con il risultato di 165.03, ottenuto nella seconda manche.

## Palmarès

### Mondiali slalom
- 1 medaglia:
  - 1 bronzo (C-1 a squadre a Mezzana 1993)